# 9493 Enescu
9493 Enescu là một tiểu hành tinh vành đai chính named for Românian musician George Enescu.